# Adidas Power Soccer
Adidas Power Soccer est une série de jeux vidéo de football sous licence de l'équipementier allemand Adidas, éditée par Psygnosis entre 1996 et 1998 et composée de quatre titres : Adidas Power Soccer sur PlayStation et Windows, Adidas Power Soccer International '97 puis Adidas Power Soccer 2 sur PlayStation seulement, et enfin Adidas Power Soccer 98 sur PlayStation et Windows. Adidas Power Soccer est l'un des premiers jeux du genre à connaître le succès sur PlayStation.

## Adidas Power Soccer

### Système de jeu

#### Mode Arcade
Le mode arcade, à qui la série Adidas Power Soccer doit sa popularité, implémente des coups spéciaux fameux comme le « Predator Shot ». Parmi les autres coup spéciaux, on peut notamment citer la main volontaire, le tirage de maillot et le célèbre pied haut au visage de l'adversaire, inspiré du kung-fu.

#### Paramètres
Indépendamment du mode de jeu choisi, les matchs peuvent également se dérouler sur quatre types de terrain différents : été, automne, hiver, printemps, ce paramètre influence les rebonds et la vitesse du ballon. L'arbitrage est également paramétrable, et changeable même en cours de partie, les arbitrages proposés sont : sévère, normal, compréhensif, aveugle et variable, ce dernier mode engendrant des décisions aléatoires au fil du match. Une des particularités du jeu est que lorsqu'une équipe se retrouve à sept à la suite d'expulsions, celle-ci ne prend plus de carton supplémentaire, quelles que soient la gravité de la faute et la sévérité de l'arbitre. La faute est néanmoins sifflée ; un match se finit quoi qu'il arrive, sauf abandon manuel du joueur.
La durée des mi-temps peut varier de 2 à 45 minutes.

### Équipe de développement
Le producteur du programme est Dominique Biehler, assisté par Jean-Baptiste Bolcato. Le programmeur senior est Alexis Leseigneur, le programmeur junior Philippe Souchet. Le code additionnel et le support technique est sous la responsabilité de Jean-Michel Vourgère. L'animateur 3D principal, Jean-Chrysostome Lepercque, ets aidé dans sa tache : pour les graphismes 3D par Franck-Noël Lapierre ; pour les graphismes 2D par Didier Virard ; et pour les graphismes 2D additionnels par la société Toka et Jean-Baptiste Bolcato.
La musique originale d'Adidas Power Soccer est composée par Michel Winogradoff, David Thirion et le groupe Apollo 440.

### Publicités
Conséquence du partenariat avec un équipementier sportif, le jeu avait pour particularité d'afficher pendant les chargements des spots publicitaires pour Adidas faisant apparaître des joueurs comme Del Piero, Desailly ou Seaman.

### Accueil
- GameSpot : 7/10[2]
- IGN : 7/10[3]

## Adidas Power Soccer International 2etAdidas Power Soccer 98
Shen Technologies est créditée au développement des deux derniers opus.